# Населення Сан-Марино
Населення Сан-Марино. Чисельність населення країни 2015 року становила 33,0 тис. осіб (216-те місце у світі). Чисельність санмаринців стабільно збільшується, народжуваність 2015 року становила 8,63 ‰ (215-те місце у світі), смертність — 8,45 ‰ (79-те місце у світі), природний приріст — 0,82 % (134-те місце у світі) . 

## Природний рух

### Відтворення
Народжуваність у Сан-Марино, станом на 2015 рік, дорівнює 8,63 ‰ (215-те місце у світі). Коефіцієнт потенційної народжуваності 2015 року становив 1,49 дитини на одну жінку (198-ме місце у світі).
Смертність у Сан-Марино 2015 року становила 8,45 ‰ (79-те місце у світі).
Природний приріст населення в країні 2015 року становив 0,82 % (134-те місце у світі).

### Вікова структура

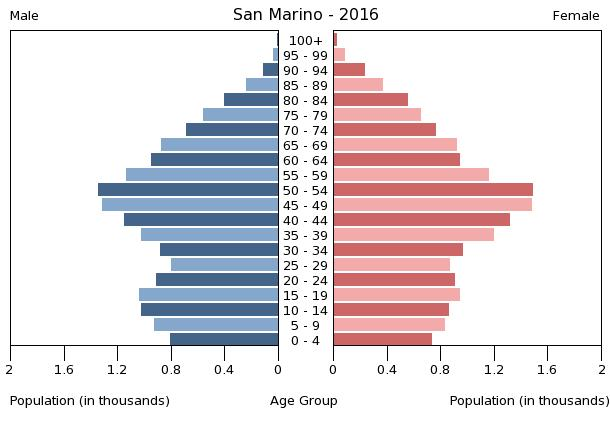
Віково-статева піраміда населення Сан-Марино, 2016 рік

Середній вік населення Сан-Марино становить 44,2 року (7-ме місце у світі): для чоловіків — 43,1, для жінок — 45,1 року. Очікувана середня тривалість життя 2015 року становила 83,24 року (5-те місце у світі), для чоловіків — 80,69 року, для жінок — 86,01 року.
Вікова структура населення Сан-Марино, станом на 2015 рік, мала такий вигляд:
- діти віком до 14 років — 15,69 % (2756 чоловіків, 2424 жінки);
- молодь віком 15—24 роки — 11,15 % (1890 чоловіків, 1791 жінка);
- дорослі віком 25—54 роки — 41,88 % (6518 чоловіків, 7310 жінок);
- особи передпохилого віку (55—64 роки) — 12,19 % (2009 чоловіків, 2015 жінок);
- особи похилого віку (65 років і старіші) — 19,1 % (2822 чоловіки, 3484 жінки)[1].

### Шлюбність— розлучуваність
Коефіцієнт шлюбності, тобто кількість шлюбів на 1 тис. осіб за календарний рік, дорівнює 6,1; коефіцієнт розлучуваності — 2,5; індекс розлучуваності, тобто відношення шлюбів до розлучень за календарний рік — 41 (дані за 2011 рік).

## Розселення
Густота населення країни 2015 року становила 529,7 особи/км² (22-ге місце у світі).

### Урбанізація
Сан-Марино надзвичайно урбанізована країна. Рівень урбанізованості становить 94,2 % населення країни (станом на 2015 рік), темпи зростання частки міського населення — 0,62 % (оцінка тренду за 2010—2015 роки).
Головні міста держави: Сан-Марино — 4,0 тис. осіб (дані за 2014 рік).

### Міграції
Річний рівень імміграції 2015 року становив 8,03 ‰ (14-те місце у світі). Цей показник не враховує різниці між законними і незаконними мігрантами, між біженцями, трудовими мігрантами та іншими.
Сан-Марино є країною-спостерігачем в Міжнародної організації з міграції (IOM).

## Расово-етнічний склад
| Етнічний склад (2015 рік) | Етнічний склад (2015 рік) | Етнічний склад (2015 рік) | Етнічний склад (2015 рік) | Етнічний склад (2015 рік) |
| ------------------------- | ------------------------- | ------------------------- | ------------------------- | ------------------------- |
| Етнос:                    |                           |                           | Відсоток:                 |                           |
| санмаринці                | санмаринці                |                           | %                         | %                         |
| італійці                  | італійці                  |                           | %                         | %                         |

Головні етноси країни: санмаринці, італійці.

## Мови
| Мови Сан-Марино (2015 рік) | Мови Сан-Марино (2015 рік) | Мови Сан-Марино (2015 рік) | Мови Сан-Марино (2015 рік) | Мови Сан-Марино (2015 рік) |
| -------------------------- | -------------------------- | -------------------------- | -------------------------- | -------------------------- |
| Мова:                      |                            |                            | Відсоток:                  |                            |
| італійська                 | італійська                 |                            | 100%                       | 100%                       |

Офіційна мова: італійська. Сан-Марино, як член Ради Європи, не підписало Європейську хартію регіональних мов.

## Релігії
| Релігії в Сан-Марино (2009 рік) | Релігії в Сан-Марино (2009 рік) | Релігії в Сан-Марино (2009 рік) | Релігії в Сан-Марино (2009 рік) | Релігії в Сан-Марино (2009 рік) |
| ------------------------------- | ------------------------------- | ------------------------------- | ------------------------------- | ------------------------------- |
| Віросповідання:                 |                                 |                                 | Відсоток:                       |                                 |
| католики                        | католики                        |                                 | 100%                            | 100%                            |

Головні релігії й вірування, які сповідує, і конфесії та церковні організації, до яких відносить себе населення країни: римо-католицтво.

## Освіта
Рівень письменності 2015 року становив 99 % дорослого населення (віком від 15 років): 99 % — серед чоловіків, 99 % — серед жінок.
Державні витрати на освіту становлять 2,4 % ВВП країни, станом на 2011 рік Середня тривалість освіти становить 15 років, для хлопців — до 15 років, для дівчат — до 16 років (станом на 2012 рік).

## Охорона здоров'я
Забезпеченість лікарями в країні на рівні 5,1 лікаря на 1000 мешканців (станом на 2013 рік). Забезпеченість лікарняними ліжками в стаціонарах — 3,8 ліжка на 1000 мешканців (станом на 2012 рік). Загальні витрати на охорону здоров'я 2014 року становили 6,1 % ВВП країни (94-те місце у світі).
Смертність немовлят до 1 року, станом на 2015 рік, становила 4,45 ‰ (183-тє місце у світі); хлопчиків — 4,65 ‰, дівчаток — 4,24 ‰.

### Захворювання
Кількість хворих на СНІД невідома, дані про відсоток інфікованого населення в репродуктивному віці 15—49 років відсутні. Дані про кількість смертей від цієї хвороби за 2014 рік відсутні.

## Соціально-економічне становище
Дані про відсоток населення країни, що перебуває за межею бідності, відсутні. Дані про розподіл доходів домогосподарств у країні відсутні.
Станом на 2016 рік, уся країна була електрифікована, усе населення країни мало доступ до електромереж. Рівень проникнення інтернет-технологій середній. Станом на липень 2015 року в країні налічувалось 17,2 тис. унікальних інтернет-користувачів (202-ге місце у світі), що становило 52,6 % загальної кількості населення країни.

### Трудові ресурси
Загальні трудові ресурси 2013 року становили 21,96 тис. осіб (212-те місце у світі). Зайнятість економічно активного населення у господарстві країни розподіляється таким чином: аграрне, лісове і рибне господарства — 0,2 %; промисловість і будівництво — 33,5 %; сфера послуг — 66,3 % (станом на 2013 рік). Безробіття 2014 року дорівнювало 8,7 % працездатного населення, 2013 року — 8,1 % (101-ше місце у світі).

### Торгівля людьми
Згідно зі щорічною доповіддю про торгівлю людьми (англ. Trafficking in Persons Report) Управління з моніторингу та боротьби з торгівлею людьми Державного департаменту США, уряд Сан-Марино докладає значних зусиль в боротьбі з явищем примусової праці, сексуальної експлуатації, незаконною торгівлею внутрішніми органами, але законодавство відповідає мінімальним вимогам американського закону 2000 року щодо захисту жертв (англ. Trafficking Victims Protection Act’s) не в повній мірі, країна знаходиться у списку другого рівня.

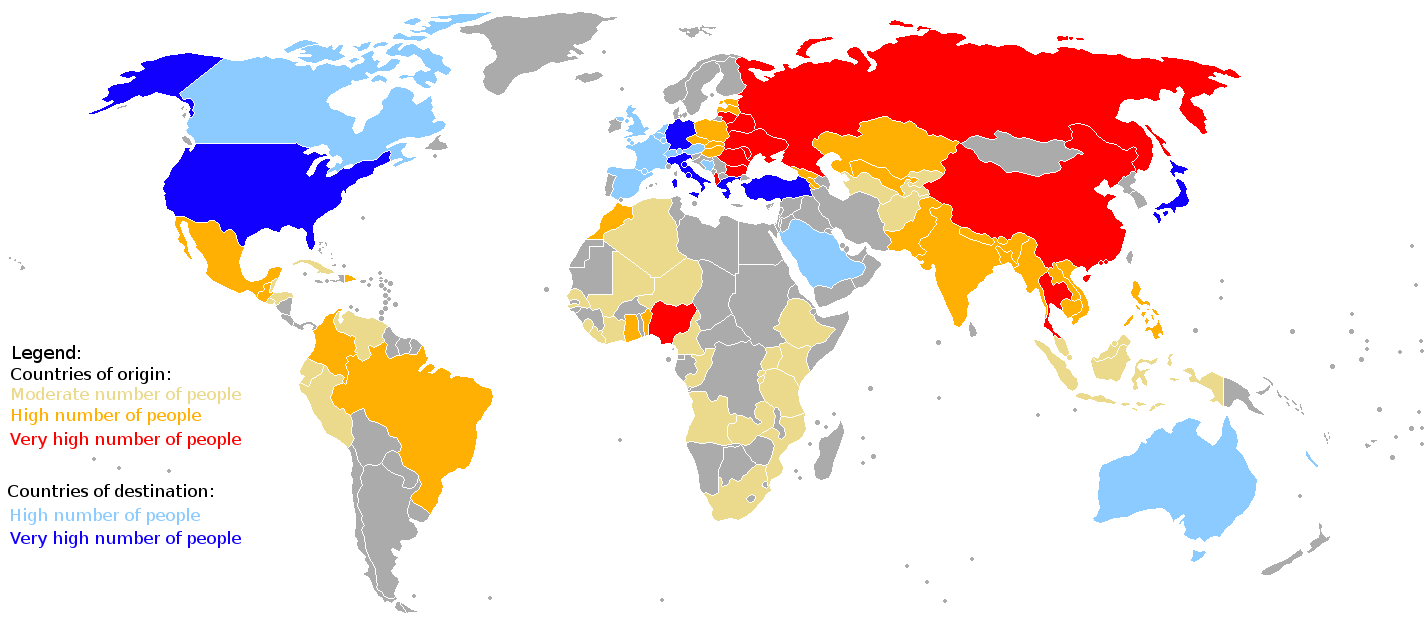
Країни-донори (червоний) і країни-реципієнти кримінальних потоків  (англ.)
Глобальна боротьба з торгівлею людьми (англ.)

## Гендерний стан
Статеве співвідношення (оцінка 2015 року):
- при народженні — 1,1 особи чоловічої статі на 1 особу жіночої;
- у віці до 14 років — 1,14 особи чоловічої статі на 1 особу жіночої;
- у віці 15—24 років — 1,06 особи чоловічої статі на 1 особу жіночої;
- у віці 25—54 років — 0,89 особи чоловічої статі на 1 особу жіночої;
- у віці 55—64 років — 1 особи чоловічої статі на 1 особу жіночої;
- у віці за 64 роки — 0,81 особи чоловічої статі на 1 особу жіночої;
- загалом — 0,94 особи чоловічої статі на 1 особу жіночої[1].

## Демографічні дослідження
Демографічні дослідження в країні ведуться статистичним управлінням.

### Українською
- Атлас. 10—11 клас. Економічна і соціальна географія світу / упорядники :  О. Я. Скуратович, Н. І. Чанцева. — К. : ДНВП «Картографія», 2010. — ISBN 978-966-475-639-3.
- Атлас світу / голов. ред. І. С. Руденко ; зав. ред. В. В. Радченко ; відп. ред. О. В. Вакуленко. — К. : ДНВП «Картографія», 2005. — 336 с. — ISBN 9666315467.
- Безуглий В. В. Економічна і соціальна географія зарубіжних країн : Навчальний посібник. — К. : ВЦ «Академія», 2007. — 704 с. — ISBN 978-966-580-239-6.
- Безуглий В. В., Козинець С. В. Регіональна економічна і соціальна географія світу : Навчальний посібник. — видання 2-ге, доп., перероб. — К. : ВЦ «Академія», 2007. — 688 с. — ISBN 966-580-144-9.
- Гудзеляк І. І. Географія населення: Навчальний посібник / І. Гудзеляк. — Л. : Видавничий центр ЛНУ імені Івана Франка, 2008. — 232 с. — ISBN 978-966-613-599-8.
- Дахно І. І. Країни світу: Енциклопедичний довідник / І. І. Дахно, С. М. Тимофієв. — К. : Мапа, 2011. — 606 с. — (Бібліотека нового українця) — ISBN 978-966-8804-23-6.
- Дахно І. І. Економічна географія зарубіжних країн : навчальний посібник. — К. : Центр учбової літератури, 2014. — 319 с. — ISBN 978-611-01-0682-5.
- Джаман В. О. Регіональні системи розселення: демографічні аспекти. — Чернівці : Рута, 2003. — 392 с. — ISBN 9665685988.
- Дорошенко Л. С. Демографія: Навчальний посібник. — К. : МАУП, 2005. — 112 с. — ISBN 966-608-442-2.
- Дубович І. А. Країнознавчий словник-довідник. — 5-те вид., перероб. і доп. — К. : Знання, 2008. — 839 с. — ISBN 978-966-346-330-8.
- Економічна і соціальна географія країн світу. Навчальний посібник / За ред. Кузика С. П. — Л. : Світ, 2002. — 672 с. — ISBN 966-603-178-7.
- Загальна медична географія світу / В. О. Шевченко [та ін.] — К. : [б.в.], 1998. — 178 с.
- Крисаченко В. С. Динаміка населення: Популяційні, етнічні та глобальні виміри. — К. : Видавництво Національного інституту стратегічних досліджень, 2005. — 368 с. — ISBN 966-554-083-1.
- Любіцева О. О., Мезенцев К. В., Павлов С. В. Географія релігій. — К. : АртЕК, 1999. — 504 с. — ISBN 966-505-006-0.
- Масляк П. О. Країнознавство. — К. : Знання, 2007. — 292 с. — (Вища освіта XXI століття)
- Масляк П. О., Дахно І. І. Економічна і соціальна географія світу / П. О. Масляк, І. І. Дахно ; за ред. П. О. Масляка. — К. : Вежа, 2003. — 280 с. — ISBN 966-7091-53-8.

### Російською
- (рос.) Сан-Марино // Демографический энциклопедический словарь / главн. ред. Валентей Д. И. — М. : Советская энциклопедия, 1985. — 608 с.
- (рос.) Сан-Марино // Страны и народы. Зарубежная Европа. Южная Европа / Редкол. : В. П. Максаковский, С. А. Токарев (отв. ред.) и др. — М. : «Мысль», 1983. — 285 с. — (Страны и народы) — 180 тис. прим.
- (рос.) Атлас народов мира / Отв. ред. С. И. Брук и В. С. Апенченко. — М. : ГУГК ГГК СССР и Институт этнографии им. Н. Н. Миклухо-Маклая АН СССР, 1964. — 185 с. — 20 тис. прим.
- (рос.) Численность и расселение народов мира. Этнографические очерки / под ред. С. И. Брука. — М. : Издательство АН СССР, 1962. — 487 с.
- (рос.) Лаппо Г. М. География городов: Учебное пособие для географических факультетов вузов. — М. : Туманит, изд. центр ВЛАДОС, 1997. — 476 с. — ISBN 5-691-00047-0.
- (рос.) Урланис Б. Ц. Рост населения в Европе (опыт исчисления). — М. : ОГИЗ-Госполитиздат, 1941. — 436 с.
- (рос.) Ягельский А. География населения. — М. : Прогресс, 1980. — 383 с.